# Bernard Vittoz
Bernard Vittoz, né le 21 novembre 1927 à Vevey et mort le 9 août 2006 à Lutry, est un ingénieur en physique suisse, professeur à l'École polytechnique fédérale de Lausanne (EPFL) et président de cette école entre 1978 et 1992.

## Biographie
Diplômé de l'École polytechnique de l'Université de Lausanne (EPUL) en 1950, il y obtient un doctorat en 1956.
En 1978, il succède à Maurice Cosandey et devient directeur de l'EPFL, une place qu'il occupe jusqu'en 1992. Pendant cette période, il renforce les collaborations entre l'école et les milieux économiques, et est l'artisan de la création du Parc scientifique d'Ecublens, qui abrite sur le campus des entreprises, souvent issues des laboratoires de l'école.
Il est remplacé à la tête de l'EPFL par Jean-Claude Badoux.

## Références

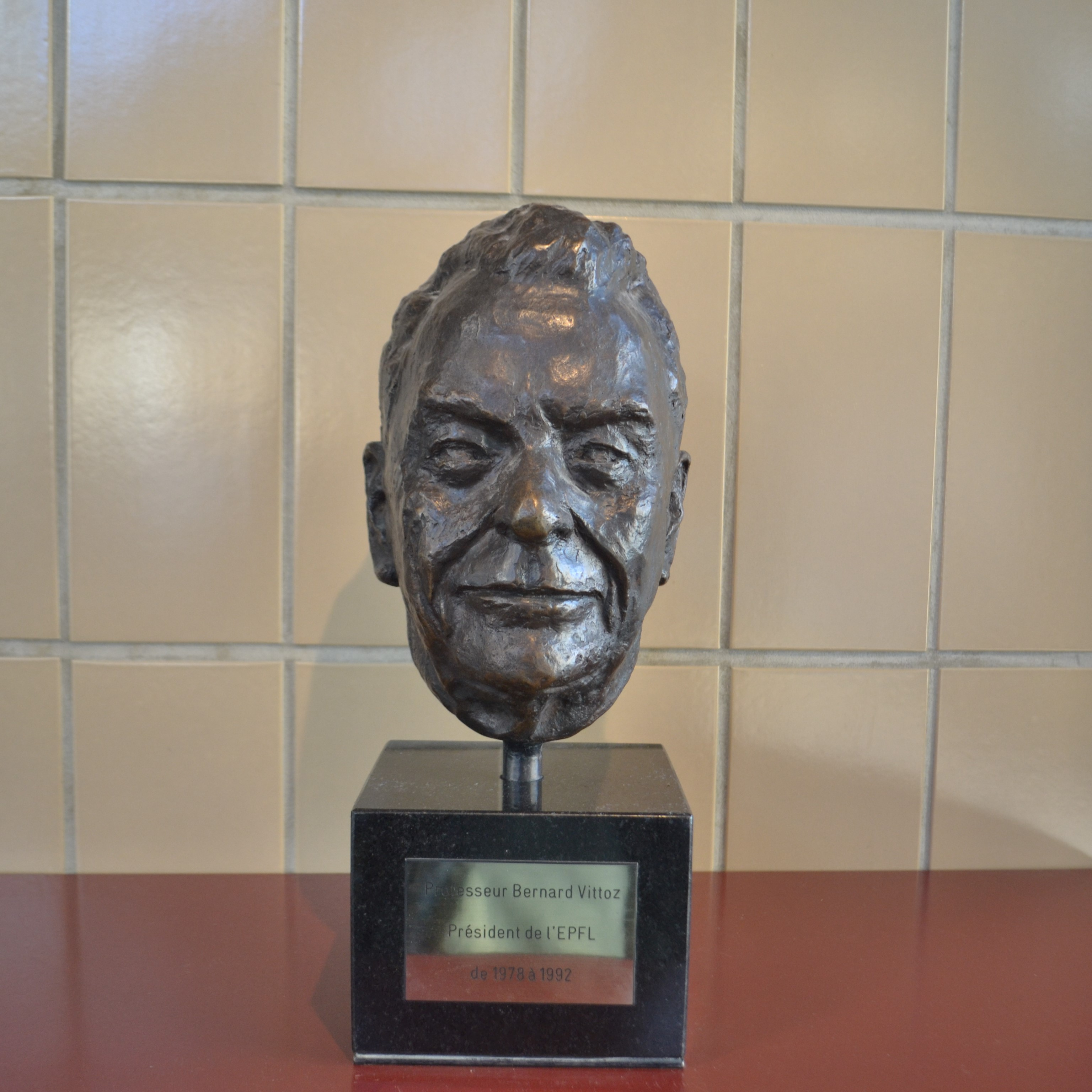
Statue de Bernard Vittoz se trouvant dans les couloirs de l'epfl